# 方東美
方東美（1899年2月9日—1977年7月13日），原名珣，字東美，男，安徽省桐城縣（今屬安徽省樅陽縣）人，中国现代哲学家。清代桐城派古文創始人方苞第十六世族孫。現代知名僧人淨空法師即受方先生導入佛門。

## 生平
生於安徽桐城，世代書香。1914年就讀南京金陵大學文科哲學系，1918年與王光祈、曾慕韓、陳愚生等人發起少年中國學會，欲「本科學的精神，為社會的活動，以創造少年中國」。1921年赴美国留學，留美期間喜好實用主義哲學，後來深為柏拉圖吸引，熱愛希臘哲學。回國后任國立東南大學（1928年改名國立中央大學）哲學系教授，曾任中央大學哲學系主任。1948年任台灣大學哲學系教授、系主任。在台灣期間住在台大校長官邸的牯嶺街六十巷內。
晚年致力於建立「新儒學」體系，被推崇為新儒學的哲學起源，其家學淵源，十一世祖方學漸是王陽明的四傳弟子，曾經講學於東林書院，深受心學影響，其哲學正就是「拿王學做基調的繼續發展」。一生不寫日記、不寫自傳、讀書不做筆記。不過學生帶著錄音機把它錄下來，以後整理出來寫成書─《方東美先生全集》。1977年7月13日因肺癌病逝於臺北。海葬金門料羅灣外海。著作等身，著有《生生之德》、《華嚴宗哲學》、《大乘佛教哲學》、《哲學三慧》、《中國哲學之精神及其發展》等。1982年楊士毅主編有《方東美先生紀念集》。

### 學佛機緣

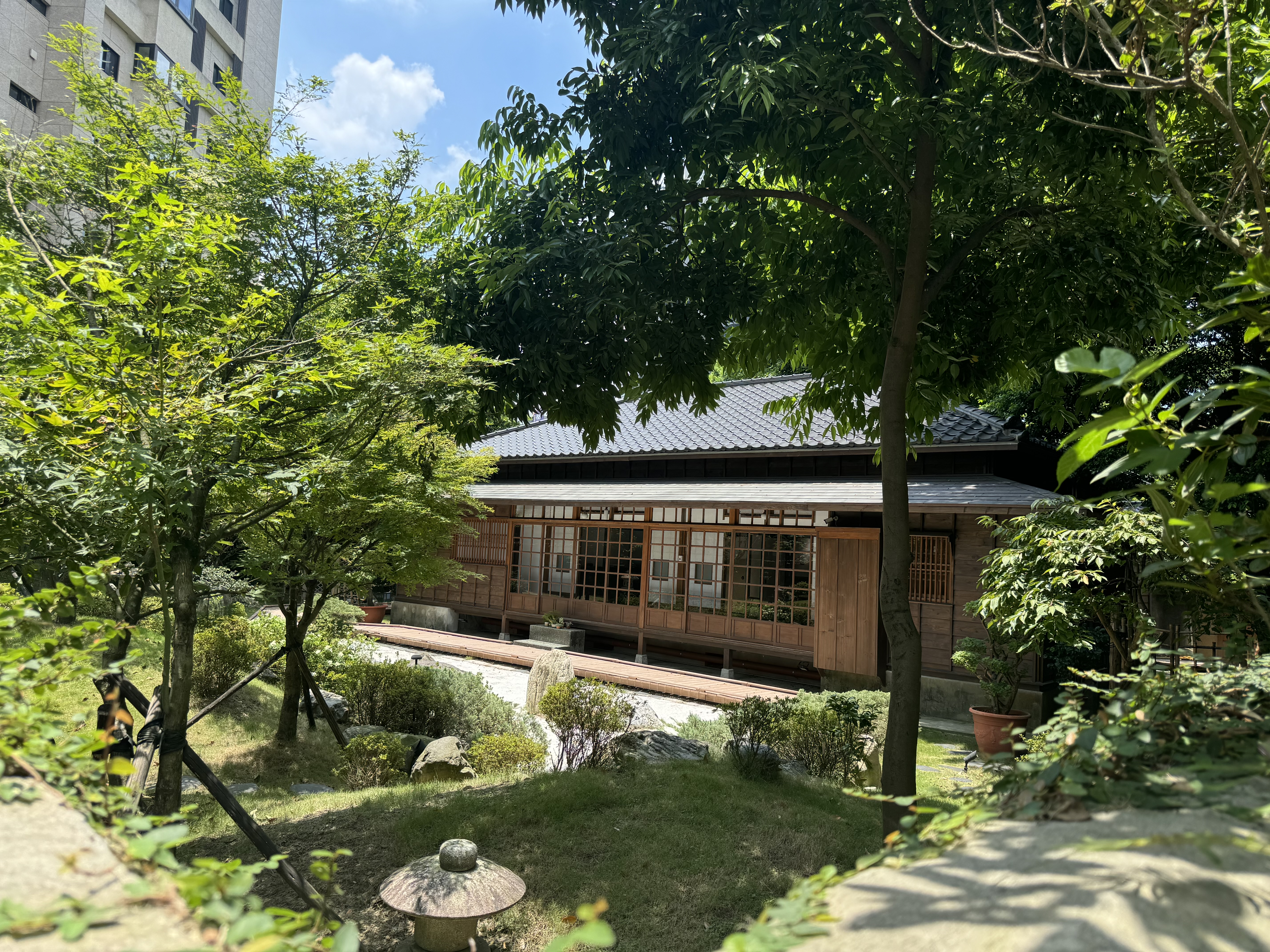
方東美寓所後院

他二十幾歲在美國教書，八年抗戰期間回國了，在中大教書，有一年生病，他到峨嵋山去養病。寺廟裡報紙雜誌這些書籍統統沒有，只有佛經，讀書人喜歡書，沒東西看就看佛經，愈看愈有味道。從那一次養病好了以後，他就沒有離開佛經，對佛學作深入的研究。
對於各宗教信仰應不排斥，但推崇最高理想即東方文化之儒道與佛學。
他於1977年7月13日上午8时40分身患不治之症後皈依三寶成爲佛教徒。

## 學生
- 淨空法師（徐業鴻）
- 傅偉勳
- 劉述先
- 成中英
- 程石泉
- 金容沃
- 李煥
- 沈清松
- 傅佩榮
- 魏元珪
- 杨政和